# Swayzee (Indiana)
Swayzee es un pueblo ubicado en el condado de Grant en el estado estadounidense de Indiana. En el Censo de 2010 tenía una población de 981 habitantes y una densidad poblacional de 807,6 personas por km².

## Geografía
Swayzee se encuentra ubicado en las coordenadas 40°30′24″N 85°49′28″O / 40.50667, -85.82444. Según la Oficina del Censo de los Estados Unidos, Swayzee tiene una superficie total de 1.21 km², de la cual 1.21 km² corresponden a tierra firme y (0%) 0 km² es agua.

## Demografía
Según el censo de 2010, había 981 personas residiendo en Swayzee. La densidad de población era de 807,6 hab./km². De los 981 habitantes, Swayzee estaba compuesto por el 97.66% blancos, el 0.31% eran afroamericanos, el 0.31% eran amerindios, el 0.1% eran asiáticos, el 0% eran isleños del Pacífico, el 0.2% eran de otras razas y el 1.43% pertenecían a dos o más razas. Del total de la población el 1.33% eran hispanos o latinos de cualquier raza.